# آسیاب بزرگ محله کوچه باغ
آسیاب بزرگ محله کوچه باغ مربوط به اواخر دوره صفوی - اوایل دوره قاجار است و در میبد، محله کوچه باغ، مجاور مسجد حسن بن علی (ع) واقع شده و این اثر در تاریخ ۲ بهمن ۱۳۸۲ با شمارهٔ ثبت ۱۰۸۸۸ به‌عنوان یکی از آثار ملی ایران به ثبت رسیده است.